# Мисс Вселенная 1997
Мисс Вселенная 1997 (англ. Miss Universe 1997) — 46-й ежегодный конкурс красоты, проводился 17 мая 1996 года в «Miami Beach Convention Center» (Майами-Бич, Флорида, США). За победу на нём соревновались 74 претендентки. Победительницей стала представительница США, 26-летняя Брук Махеалани Ли.

## Закулисье

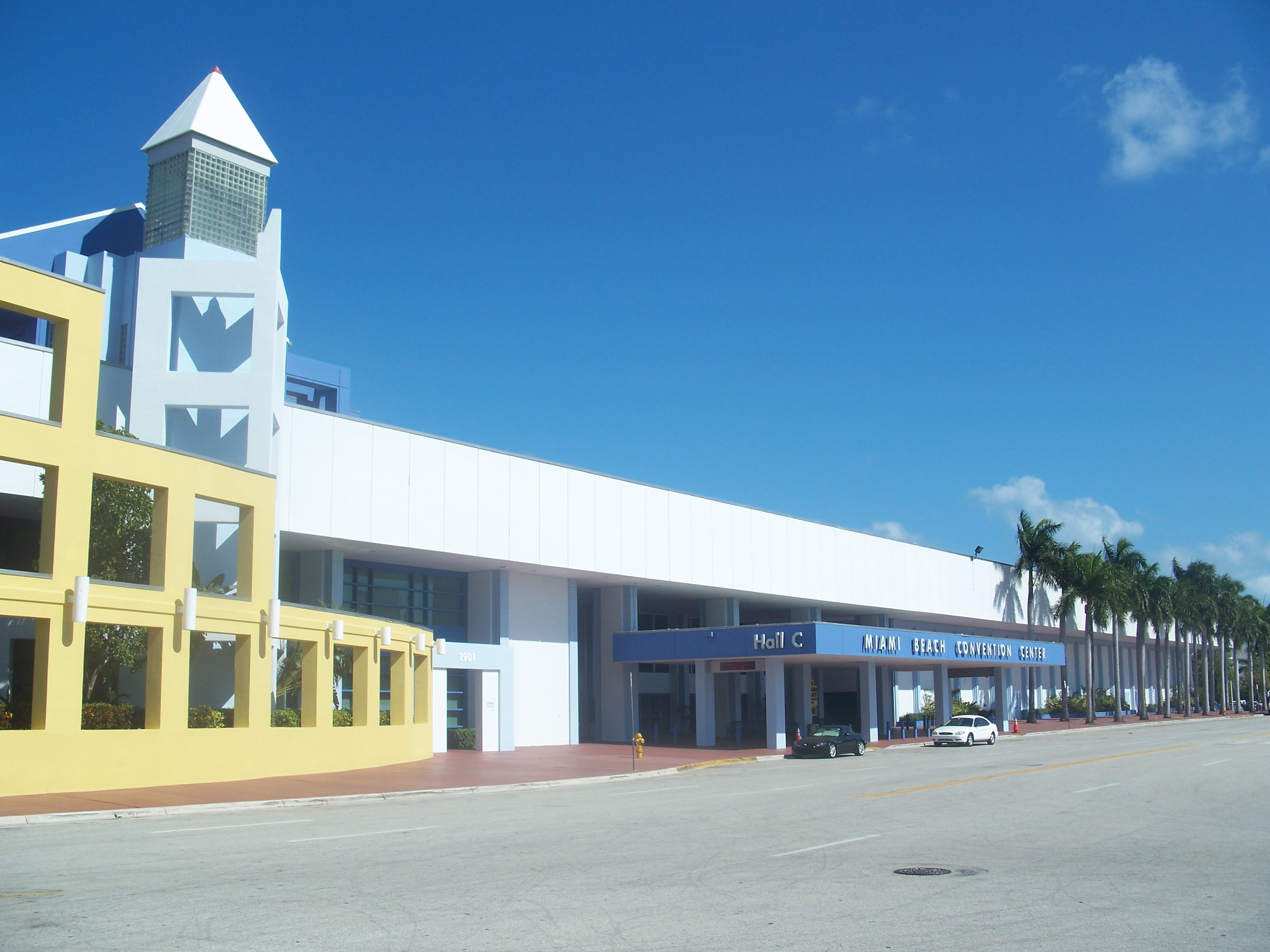
Место проведения конкурса красоты.

### Отбор участниц

#### Замены
Победительница «Мисс вВселенная Чили 1997» — 
The winner of Miss Universo Chile 1997, Хету'у Рапу с острова Пасхи заменила её 1-я Вице мисс — Клаудия Дельпин, поскольку Хету'у не достигла восемнадцати лет для участия в конкурсе «Мисс Вселенная 1997». Победительница конкурса «Мисс Германия 1997» — Надин Шмидт решила не принимать участие в конкурсе «Мисс Вселенная 1997», и её заменила 3-я Вице Мисс — Агата Нойнен, поскольку остальные претендентки не соответствовали 18-летнему возрасту для участия в конкурсе «Мисс Вселенная». Однако позже Шмидт приняла участие в конкурсе «Мисс Балтийское море 1997» и завоевала корону.

#### Дебют, возвращение и отказавшиеся страны
Победительница «Мисс Никарагуа 1996» — Лус Мария Санчес Хердокия, не участвовала в конкурсе, потому что телеканал, транслировавший «Мисс Никарагуа» (Canal 6 объявил о банкротстве в апреле и поэтому они не смогли оплатить вступительный взнос. Мэриджан Маккиббен из Западного Самоа выбыла из конкурса после двух дней участия.

## Участницы

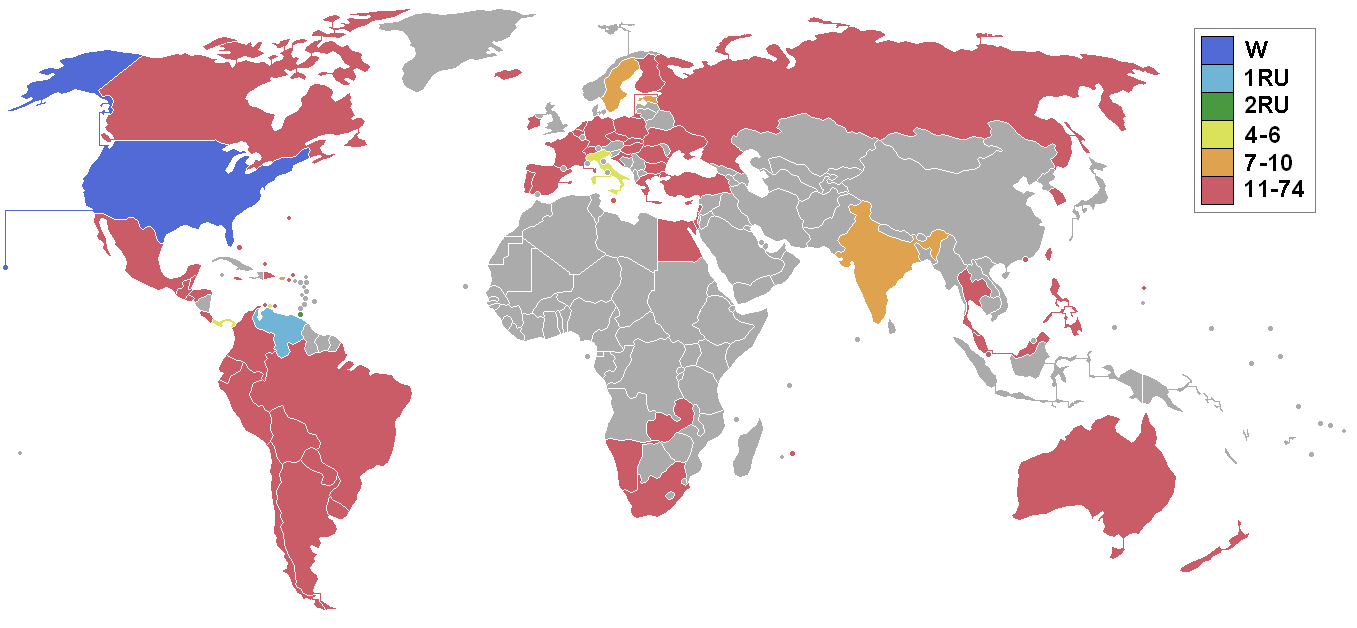
Страны и территории, которые приняли участие в конкурсе и результаты Мисс Вселенная 1997

## Результаты

### Места
| Место               | Участница |
| ------------------- | --- |
| Мисс Вселенная 1997 | - США — Брук Махеалани Ли                                                                                              |
| 1-я Вице-мисс       | - Венесуэла — Марена Бенкомо                                                                                           |
| 2-я Вице-мисс       | - Тринидад и Тобаго — Марго Буржуа                                                                                     |
| Топ-6               | - Кюрасао — Верна Васкес - Италия — Денни Мендес - Панама — Лия Виктория Борреро                                       |
| Топ-10              | - Эстония — Кристиина Хейнметс - Пуэрто-Рико — Ана Роза Брито - Швеция — Виктория Лагерстрём - Индия — Нафиса Джозеф † |